# Suzanne Bastid

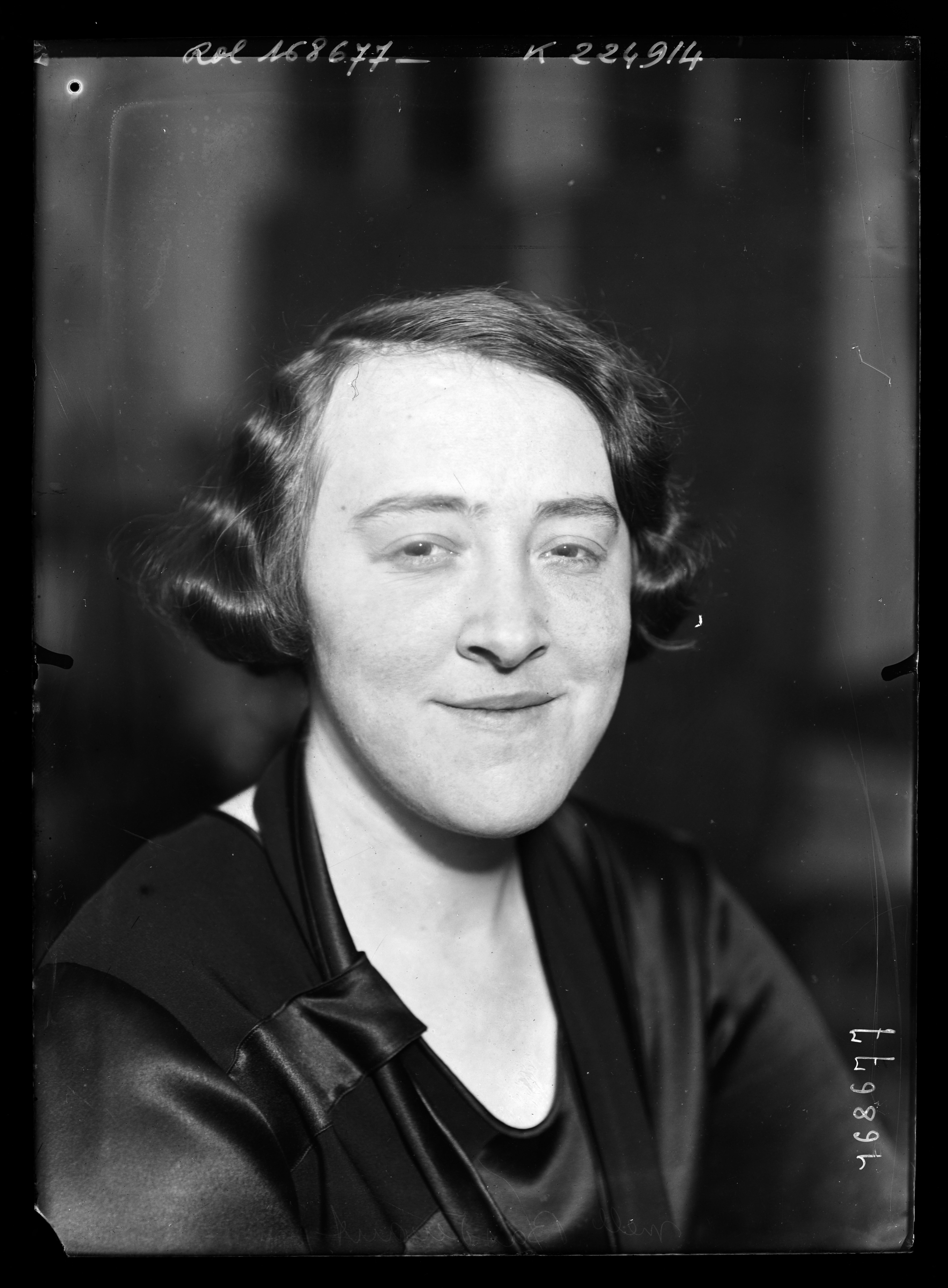
Suzanne Bastid, 1932

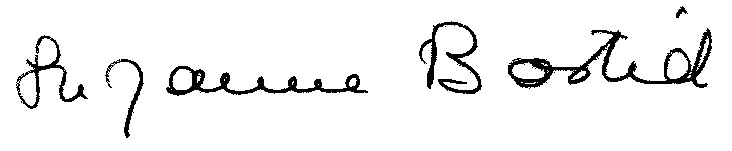

Suzanne Marie Berthe Bastid (auch Suzanne Bastid-Basdevant; * 15. August 1906 in Rennes; † 2. März 1995 in Paris) war eine französische Juristin, die insbesondere im Bereich des Völkerrechts wirkte. Sie lehrte ab 1933 an der Universität Lyon sowie ab 1946 an der Sorbonne. Damit war sie die erste Frau, die in Frankreich eine Professur an einer juristischen Fakultät erhielt. Im Jahr 1971 wurde sie darüber hinaus als erste Frau zum ordentlichen Mitglied der Académie des sciences morales et politiques ernannt.

## Leben
Suzanne Bastid geb. Basdevant wurde 1906 in Rennes als ältestes von sieben Kindern ihrer Eltern geboren. Sie absolvierte an der Sorbonne ein Studium der Rechtswissenschaften, das sie 1930 mit dem Doktorat abschloss. Zwei Jahre später bestand sie als Drittbeste die Prüfungen für die Lehrbefugnis (concours de agrégation) im Fach Öffentliches Recht und unterrichtete anschließend von 1933 bis 1946 Völkerrecht an der Universität Lyon, darunter ab 1943 als Professorin. Sie war damit die erste Frau, die in Frankreich auf einen Lehrstuhl an einer juristischen Fakultät berufen wurde.
Im Jahr 1946 wechselte sie nach Paris, wo sie bis 1977/1978 sowohl an der Sorbonne als auch an der zu den Grandes écoles zählenden Hochschule Institut d’études politiques de Paris tätig war. In den Jahren 1951, 1957, 1962 und 1966 gab sie darüber hinaus Kurse an der Haager Akademie für Völkerrecht. Von 1948 bis 1966 gehörte sie der Sektion für Politik- und Rechtswissenschaften des Centre national de la recherche scientifique (CNRS) an. Sie begründete außerdem die Fachzeitschrift Annuaire Français de Droit International, als deren Herausgeberin sie wirkte, und war von 1949 bis 1957 Mitglied der französischen Delegation zu den Sitzungen der Generalversammlung der Vereinten Nationen.
In den 1980er Jahren fungierte Suzanne Bastid auf Antrag Tunesiens als Ad-hoc-Richterin in einem Fall vor dem Internationalen Gerichtshof, an dem sie damit zur ersten Frau im Richteramt wurde. Sie starb 1995 in Paris.

## Familie
Suzanne Bastid war ab 1937 verheiratet und Mutter von drei Töchtern. Ihr Mann Paul Bastid wirkte unter anderem als Juraprofessor in Paris, von 1924 bis 1940 und von 1946 bis 1951 als Abgeordneter der französischen Nationalversammlung, als Industrie- und Handelsminister unter Premierminister Léon Blum sowie in den 1920er Jahren als Delegierter seines Heimatlandes zu den Sitzungen der Versammlung des Völkerbundes. Jules Basdevant, der Vater von Suzanne Bastid, war Professor für internationales Recht an der Sorbonne und nach dem Zweiten Weltkrieg der zweite Präsident des Internationalen Gerichtshofs. 

## Auszeichnungen
Suzanne Bastid war ab 1956 Mitglied des Institut de Droit international, in welchem sie von 1963 bis 1969 als Generalsekretärin und 1969 als Vizepräsidentin wirkte. Von der Französischen Gesellschaft für internationales Recht, die sie zeitweise als Präsidentin leitete, wurde sie zum Ehrenmitglied und später zur Ehrenpräsidentin ernannt. Darüber hinaus verleiht die Gesellschaft den nach ihr benannten Prix Suzanne Bastid an Studenten mit einer herausragenden Abschlussarbeit im Bereich des internationalen Rechts. 
Sie wurde außerdem als Kommandeurin in die französische Ehrenlegion, als Offizierin in den belgischen Leopoldsorden und 1971 als erste Frau als ordentliches Mitglied (membre titulaire) in die Académie des sciences morales et politiques aufgenommen. Die Amerikanische Gesellschaft für internationales Recht ernannte sie 1972 zum ersten weiblichen Ehrenmitglied und verlieh ihr 1984 als erster Frau die Manley-O.-Hudson-Medaille, die höchste Auszeichnung der Organisation. Von der Universität Warschau erhielt sie einen Ehrendoktortitel.

## Werke (Auswahl)
- Droit des gens: Le droit des crisis internationales. Paris 1958 (als Mitautorin)
- Les Nationalisations et la propriété privée. Paris 1959
- Histoire des relations internationales et droit international. Paris 1966
- Les traités dans la vie internationale: Conclusion et effets. Paris 1985